# معبد تپوزو ایناری
معبد تپّوزو ایناری (انگلیسی: Teppozu Inari Shrine) یک معبد ایناری است که در چوئو-کو، توکیو در توکیو ژاپن قرار دارد.